# نایکامد
نایکامد (انگلیسی: Nycomed) شرکت داروسازی سوئیسی است، که در سال ۱۸۷۴ تأسیس شد.